# Ivan Khoudiakov
Pour l’article homonyme, voir Khoudiakov.
Ivan Alexandrovitch Khoudiakov (en russe : Ива́н Алекса́ндрович Худяко́в), né le 1er janvier 1842 (13 janvier dans le calendrier grégorien) à Kourgan et mort le 19 septembre 1876 (1er octobre dans le calendrier grégorien) à Irkoutsk, est un ethnographe, folkloriste et révolutionnaire russe.

## Biographie
Ivan Khoudiakov naît dans la famille d'un professeur à l'école du district, Aleksandr Gavrilovitch Khoudiakov. Après le lycée de Tobolsk, il entre en 1858 à la faculté de philologie historique de l'Université de Kazan, puis en 1859 à l'Université de Moscou, considérant que l'enseignement de la slavistique y est meilleur.  Il se lance dans la collecte folkloristique sous la direction de  Fiodor Bouslaïev, et publie en 1860 un Recueil de chansons populaires historiques grand-russes, puis de 1860 à 1862  un Recueil de contes grand-russes en trois volumes successifs. En 1861, il est expulsé de l'université pour avoir omis de se présenter à des examens.
Il s'installe alors à Saint-Petersbourg, où il fait la connaissance de Leonilla Alexandrovna Lebedeva, élève à l'école de filles Alexandra K. Evropeous, avec laquelle il contractera un mariage blanc pour, selon ses propres dires, « la délivrer de sa situation familiale insupportable ».
Il demande à la commission de censure l'autorisation de publier la revue Skazotchny Mir (« Le Monde des Contes »), demande rejetée au motif d' « inopportunité de confier à des étudiants la publication d'une revue ». En 1863, il publie une compilation intitulée Russkaïa Knijka (« Le Livret russe »), rassemblant chansons populaires, proverbes, contes, devinettes, des fables de Krylov, des textes en prose de Pisemsky et de N. Ouspensky, des vers de Nekrassov. Il rédige lui-même, de 1864 à 1866, deux recueils de récits historiques, qui ne rencontrent pas d'opposition de la part de la censure ; mais son ouvrage suivant, « Manuel d'auto-apprentissage de la lecture et de l'écriture pour débutants », publié à Saint-Petersbourg en 1865, est interdit et retiré de la vente au motif qu'il « tendait à saper les fondements de la foi chrétienne et de l'ordre public ». L'indignation des censeurs tient au contenu de récits touchant aux sciences naturelles, telles que « Pourquoi tonne le tonnerre ». Deux ans plus tard, son Manuel est toutefois réédité à Genève : il est avéré que Herzen l'utilisa pour apprendre à lire à sa fille cadette.
En 1863-64, il lie des amitiés avec des membres survivants du groupe Ziemlia i Volia (« Terre et Liberté ») ; en 1865 il rencontre à Moscou Nikolaï Ichoutine, puis, en voyage à l'étranger, il établit des liens avec Herzen et Ogariov et fait imprimer à Genève un recueil de textes religieux hostiles à la monarchie, intitulé « La Parole de Saint Ignace pour les vrais chrétiens ». À son retour, il participe avec Ichoutine à la création et à la direction des sociétés révolutionnaires secrètes Organizatsiïa (« l'Organisation ») et  Ad (« L'Enfer »).
Le 7 avril 1866 il est arrêté et traduit en justice dans le cadre de la tentative d'attentat de Dmitri Karakozov contre le tsar Alexandre II. Il est interné le 17 avril à la forteresse Pierre-et-Paul, puis transféré le 21 mai à la prison Alexeï-Ravelin. Le 14 juillet il est traduit en justice au motif d'avoir attenté à la vie de l'Empereur, en fournissant à Karakozov de l'argent pour acheter un pistolet, et en l'incitant à fonder à Moscou une societé révolutionnaire secrète à but régicide. Le 24 septembre, il est condamné par la Haute Cour criminelle à la privation de ses droits de propriété et à l'exil en Sibérie.
D'Irkoutsk où il arrive le 1er février 1867, il est déporté à Verkhoïansk, où il vivra jusqu'en 1874, y étudiant la langue, le folklore et l'ethnographie iakoutes et rédigeant un dictionnaire iakoute-russe. Il souffre de troubles mentaux à partir de 1869. À la suite de requêtes répétées de sa mère, il est admis le 17 juin 1875 à l'hôpital psychiatrique d'Irkoutsk, où il mourra l'année suivante. Il est enterré au Cimetière de Jérusalem d'Irkoutsk (détruit en 1957), dans la même tombe que deux vagabonds.

## Ouvrages publiés (en russe)
- Сборник великорусских народных исторических песен (Recueil de chansons historiques traditionnelles grand-russes), Moscou, 1860
- Сборник великорусских сказок (Recueil de contes grand-russes), vol.1, Moscou, 1861 ; vol. 2 et 3, Moscou, 1862
- Основной элемент народных сказок (L'élément fondamental des contes traditionnels), Biblioteka dlia tchtenia, 1863
- Русская женщина в допетровской России (La femme russe dans la Russie d'avant Pierre le Grand), Modny Magazin, 1863
- Рассказы о старинных людях (Récits à propos des gens d'autrefois). Vol. 1-4. Saint-Pétersbourg, 1864—65
- По поводу двух выпусков песен Киреевского (A propos de deux volumes de chansons de Kireevsky), Moskovskie Vedomosti, 1864
- Самоучитель для начинающих обучаться грамоте (Manuel d'auto-apprentissage d'écriture pour débutants), Saint-Pétersbourg, 1865
- Слово св. Игнатия для истинных христиан (La parole de Saint Ignace pour les vrais chrétiens). Genève, 1865
- Рассказы о великих людях средних и новых времен (Récits à propos des grands hommes du Moyen Âge et des temps modernes), 1866
- Древняя Русь. (La Rous' ancienne), Saint-Pétersbourg, 1867
- Опыт автобиографии (Tentative d'autobiographie), Genève, 1882
- Верхоянский сборник (Recueil de Verkhoïansk), in Notices du département de Sibérie orientale de la Société russe d'Ethnographie, Т. 1. vol. 3, Irkoutsk, 1890
- Записки каракозовца (Notes d'un karakozovien), Moscou, Léningrad, 1930
- Великорусские сказки в записях И. А. Худякова (Contes grand-russes dans les notes de I.A. Khoudiakov), Moscou, Léningrad, 1964
- Краткое описание Верхоянского округа (Brève description du district de Verkhoïansk), Léningrad, 1969